# Віньола-Фалезіна
Віньола-Фалезіна (італ. Vignola-Falesina) — муніципалітет в Італії, у регіоні Трентіно-Альто-Адідже,  провінція Тренто.
Віньола-Фалезіна розташована на відстані близько 480 км на північ від Рима, 13 км на схід від Тренто.
Населення — 165 осіб (2014).

## Демографія
Населення за роками:

Станом на 1 січня 2023 року в муніципалітеті офіційно проживав 1 іноземець (громадянин Угорщини).

## Сусідні муніципалітети
- Фрассілонго
- Левіко-Терме
- Перджине-Вальсугана